# 明治 (名古屋市)
明治（めいじ）は、愛知県名古屋市南区の地名。現行行政地名は明治一丁目及び明治二丁目。住居表示実施。

## 地理
名古屋市南区北西端部に位置する。東は内田橋一丁目・内田橋二丁目・豊二丁目、西は熱田区、南西は港区に接する。

## 歴史

### 町名の由来
1878年（明治11年）に小見山峰法なる人物が開発した明治新田の名に由来する。

### 沿革
- 1931年（昭和6年）4月1日 - 南区豊田町の一部により、同区明治町として成立する[1]。
- 1985年（昭和60年）11月3日 - 南区明治一丁目が一条町の全域および明治町・南陽通・豊田町・紀左エ門通の各一部により、明治二丁目が豊郷町・二条町・南陽通・豊中町・紀左エ門通・豊田町の各一部によりそれぞれ成立する[1]。また、明治町は明治一丁目・明治二丁目および内田橋一丁目・内田橋二丁目にそれぞれ編入され、消滅[1]。

## 世帯数と人口
2019年（平成31年）4月1日現在の世帯数と人口は以下の通りである。
| 丁目       | 世帯数    | 人口    |
| ---------- | --------- | ------- |
| 明治一丁目 | 1,058世帯 | 1,952人 |
| 明治二丁目 | 572世帯   | 1,089人 |
| 計         | 1,630世帯 | 3,041人 |

### 人口の変遷
国勢調査による人口の推移
| 1995年（平成7年）  | 3,004人 | [ WEB 6 ]  |  |
| 2000年（平成12年） | 2,930人 | [ WEB 7 ]  |  |
| 2005年（平成17年） | 3,089人 | [ WEB 8 ]  |  |
| 2010年（平成22年） | 3,314人 | [ WEB 9 ]  |  |
| 2015年（平成27年） | 3,380人 | [ WEB 10 ] |  |

## 学区
市立小・中学校に通う場合、学校等は以下の通りとなる。また、公立高等学校に通う場合の学区は以下の通りとなる。
| 番・番地等 | 小学校               | 中学校               | 高等学校 |
| ---------- | -------------------- | -------------------- | -------- |
| 全域       | 名古屋市立明治小学校 | 名古屋市立明豊中学校 | 尾張学区 |

## 交通
- 愛知県道225号名古屋東港線[4]
- 知多街道[4]
- 東海通（名古屋市道東海橋線）[4]

## 施設
- あかのれん本社

## その他

### 日本郵便
- 郵便番号 : 457-0861[WEB 3]（集配局：名古屋南郵便局[5]）。

### WEB
1. ↑  “愛知県名古屋市南区の町丁・字一覧”.   人口統計ラボ. 2017年10月7日閲覧。
2. 1 2  “町・丁目(大字)別、年齢(10歳階級)別公簿人口(全市・区別)”.   名古屋市 (2019年4月22日). 2019年4月23日閲覧。
3. 1 2  “郵便番号”.  日本郵便. 2019年3月17日閲覧。
4. ↑  “市外局番の一覧”.   総務省. 2019年1月6日閲覧。
5. ↑  名古屋市役所市民経済局地域振興部住民課町名表示係 (2015年10月21日). “南区の町名一覧”.   名古屋市. 2017年10月7日閲覧。
6. ↑  総務省統計局 (2014年3月28日). “平成7年国勢調査の調査結果(e-Stat) - 男女別人口及び世帯数 －町丁・字等” (CSV). 2019年4月27日閲覧。
7. ↑  総務省統計局 (2014年5月30日). “平成12年国勢調査の調査結果(e-Stat) - 男女別人口及び世帯数 －町丁・字等” (CSV). 2019年4月27日閲覧。
8. ↑  総務省統計局 (2014年6月27日). “平成17年国勢調査の調査結果(e-Stat) - 男女別人口及び世帯数 －町丁・字等” (CSV). 2019年4月27日閲覧。
9. ↑  総務省統計局 (2012年1月20日). “平成22年国勢調査の調査結果(e-Stat) - 男女別人口及び世帯数 －町丁・字等” (CSV). 2019年4月27日閲覧。
10. ↑  総務省統計局 (2017年1月27日). “平成27年国勢調査の調査結果(e-Stat) - 男女別人口及び世帯数 －町丁・字等” (CSV). 2019年4月27日閲覧。
11. ↑  “市立小・中学校の通学区域一覧”.   名古屋市 (2018年11月10日). 2019年1月14日閲覧。
12. ↑  “平成29年度以降の愛知県公立高等学校（全日制課程）入学者選抜における通学区域並びに群及びグループ分け案について”.   愛知県教育委員会 (2015年2月16日). 2019年1月14日閲覧。

### 文献
1. 1 2 3 4 5 6  名古屋市計画局 1992, p. 846.
2. 1 2  「角川日本地名大辞典」編纂委員会 1989, p. 1545.
3. ↑  名古屋市計画局 1992, p. 588.
4. 1 2 3  名古屋市計画局 1992, p. 589.
5. ↑  “郵便番号簿 2018年度版” (PDF).   日本郵便. 2019年4月23日閲覧。